# جراشين (أرارات)
مدينة جراشين (بالأرمينية:Ջրաշեն) (بالإنجليزية: Jrashen)‏ هي إحدى المدن التابعة لمقاطعة أرارات في أرمينيا. يقدر عدد سكانها بـ 1809 نسمة حسب الإحصاء الذي جرى عام 2011.